# Katherine Compton
Katherine "Katie" Compton (Wilmington, Delaware, 3 de desembre de 1978) és una ciclista estatunidenca. Especialitzada en el ciclocròs, ha guanyat quatre medalles als Campionats del món.
Va participar en els Jocs Paralímpics de 2004, fent de parella de tàndem de la ciclista invident Karissa Whitsell, on varen guanyar quatre medalles.

## Palmarès en ciclocròs
- 2004-2005
  -  Campiona dels Estats Units en ciclocròs
- 2005-2006
  -  Campiona dels Estats Units en ciclocròs
- 2006-2007
  -  Campiona dels Estats Units en ciclocròs
- 2007-2008
  -  Campiona dels Estats Units en ciclocròs
- 2008-2009
  -  Campiona dels Estats Units en ciclocròs
- 2009-2010
  -  Campiona dels Estats Units en ciclocròs
- 2010-2011
  -  Campiona dels Estats Units en ciclocròs
- 2011-2012
  -  Campiona dels Estats Units en ciclocròs
- 2012-2013
  -  Campiona dels Estats Units en ciclocròs
  - 1a a la Copa del món de ciclocròs
- 2013-2014
  -  Campiona dels Estats Units en ciclocròs
  - 1a a la Copa del món de ciclocròs
- 2014-2015
  - 1a als Campionats panamericans en ciclocròs
  -  Campiona dels Estats Units en ciclocròs
- 2015-2016
  - 1a als Campionats panamericans en ciclocròs
  -  Campiona dels Estats Units en ciclocròs
- 2016-2017
  - 1a als Campionats panamericans en ciclocròs
  -  Campiona dels Estats Units en ciclocròs
- 2017-2018
  - 1a als Campionats panamericans en ciclocròs